# Дякив, Ростислав Васильевич
Ростисла́в Васи́льевич Дя́кив (укр. Ростислав Васильович Дяків; род. 17 августа 1990, Коломыя, Ивано-Франковская область) — украинский футболист, нападающий.

## Игровая карьера
Футболом занимался в киевском РВУФК, за команду которого выступал в соревнованиях ДЮФЛ в 2003—2004 годах. Затем продолжил обучение в Ивано-Франковске, где сначала занимался в ВПУ-21, а с 2006 года — в юношеской команде «Прикарпатья».
В начале 2008 года заключил контракт с криворожским «Кривбассом», где играл в молодёжной команде. Вскоре после своего двадцатилетия дебютировал в Премьер-лиге. 29 августа 2010 года в матче против киевского «Динамо» футболист вышел в основном составе, но был заменён на 64-й минуте на Сергея Мотуза.
Игорь Дробный, обозреватель газеты «Спорт-Экспресс в Украине», так описал дебют Дякива: «…(у него, как показалось, даже футболка была не с набитой, а наклеенной фамилией, которая к моменту замены неслабо размылась). После „стандарта“ он пробивал без помех метров с пятнадцати, но послал мяч намного выше ворот. Его неожиданное появление в основе можно объяснить удачной игрой в матче молодёжных составов (Дякив отметился дублем), а также запретом на участие в поединках с „Динамо“ арендованного криворожанам Андрея Воронкова».
Всего за «Кривбасс» сыграл 3 игры, из которых 2 — в основе. За «молодёжку» — 81 матч, 12 голов. В 2011 году провёл 8 игр в аренде в «Прикарпатье».
В начале 2012 года поддерживал форму в любительском клубе «Карпаты» (Коломыя). Далее выступал в высшем дивизионе чемпионата Литвы в команде «Круоя» из города Пакруойис. В «Круоя» также играли игроки с Украины: Максим Билык, Константин Мацион, Никита Филатов, Сергей Жигалов, Вадим Антипов и Роман Кисляков. Дякив принял участие в 17 поединках, лишь однажды выйдя с первых минут матча. Сыграл всего 286 минут, получил 4 предупреждения и сделал одну голевую передачу. Единственный гол забил в ворота «Жальгириса», отпраздновав взятие ворот курьёзным походом на близлежащую стройку. Команду покинул во время летнего трансферного окна.
С 2013 года играл в любительских командах чемпионата Ивано-Франковской области «Прут» (Воскресенцы) и ФК «Турка».